# Danu (keltisk mytologi)
Danu eller Dana var en gudinna i keltisk mytologi, Tuatha Dé Dananns anmoder.